# Heinz Kimmel
Heinz Kimmel (* 30. November 1927 in Pausitz, Kreis Großenhain; † 7. September 2004 in Berlin) war ein FDJ- und SED-Funktionär.

## Leben
Kimmel, von Beruf Lehrer, war 1945/46 Mitarbeiter der Antifa-Jugend in Riesa und danach Stadtleiter der FDJ in Riesa. Nach dem Besuch der Landesjugendschule der FDJ war er von 1946 bis 1948 Erster Vorsitzender des FDJ-Kreisverbandes Löbau. Er besuchte 1948/1949 die Parteihochschule „Karl Marx“ und war von 1949 bis 1951 Vorsitzender des FDJ-Kreisverbandes Dresden. Auf dem III. Parlament der FDJ im Juni 1949 wurde er zum Mitglied des Zentralrats der FDJ gewählt. 1951 wurde Kimmel persönlicher Mitarbeiter des damaligen FDJ-Vorsitzenden Erich Honecker. 1951/52 war er Vorsitzender des FDJ-Landesverbandes Berlin, 1952/53 Erster Sekretär der FDJ-Bezirksleitung Berlin. Auf dem IV. Parlament der FDJ im Mai 1952 wurde er erneut in den Zentralrat und zum Mitglied des Büros des Zentralrats der FDJ gewählt. Am 21. August 1953 wurde er von Hans Modrow als Erster Sekretär der FDJ-Bezirksleitung abgelöst und nahm ein Studium auf. Anschließend fungierte er von 1954 bis 1957 als Erster Sekretär der FDJ-Bezirksleitung Halle (Saale), war Mitglied der SED-Bezirksleitung Halle und zeitweise auch Kandidat ihres Büros. Von 1957 bis Juli 1961 war er als Sekretär des Zentralrats der FDJ für Agitation, Propaganda, Kultur und Sport zuständig. Am 11. Juni 1959 wurde er als Mitglied in den DTSB-Bundesvorstandes kooptiert.
Von 1961 bis 1964 studierte er an der Parteihochschule beim ZK der KPdSU in Moskau mit Abschluss als Diplom-Gesellschaftswissenschaftler. In den folgenden Jahren war Kimmel in verschiedenen Parteifunktionen der Berliner SED tätig: bis 1967 wirkte er als stellvertretender Leiter der Abteilung Kultur des ZK der SED, ab 1967 war er Parteisekretär der SED-Grundorganisation im VEB Elektroprojekt Berlin und ab 1970 Sekretär der SED-Kreisleitung Berlin-Mitte. Von 1971 bis November 1989 war er Erster Sekretär der Kreisleitung Berlin-Friedrichshain. Kimmel war seit 1974 auch Mitglied der SED-Bezirksleitung Berlin.
Am 26. Januar 1990 wurde gegen ihn wegen des Verdachts der Wahlfälschung Haftbefehl erlassen. Bei den Kommunalwahlen am 7. Mai 1989 habe er laut Klaus Voß, Generalstaatsanwalt von Berlin, direkten Druck auf den damals erst eingesetzten Bürgermeister Heinz Borbach ausgeübt. In Friedrichshain gab es den größten Grad der „Vorbereitung“ des Wahlergebnisses: Drei Varianten wurden vorausgeplant, damit das vorgesehene Wahlergebnis erreicht wird und einer selbst gestellten Vorgabe entspricht!
Kimmel war verheiratet mit der SED- und FDGB-Funktionärin Annelis Kimmel. Er starb 2004 und wurde auf dem Friedhof Adlershof beigesetzt.

## Auszeichnungen
- Verdienstmedaille der DDR
- Vaterländischer Verdienstorden in Bronze (1973), Silber und Gold (1987)
- Orden Banner der Arbeit Stufe II (1984)